# سفين إريك كريستيانسن
سفين إريك كريستيانسن (بالبوكمول: Sven Erik Kristiansen) هو مغن مؤلف وعازف قيثارة نرويجي، ولد في 4 فبراير 1969 في النرويج.

## وصلات خارجية
- سفين إريك كريستيانسن على موقع ميوزك برينز (الإنجليزية)
- سفين إريك كريستيانسن على موقع ديسكوغز (الإنجليزية)